# Sebastian Ruin

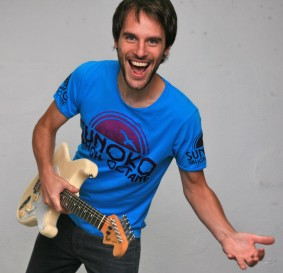
Sebastian Ruin (2009)

Sebastian Ruin (* 14. Januar 1976 in Karlsruhe) ist ein deutscher Musiker und Songwriter.

## Leben
Im Alter von fünf Jahren ging er zur musikalischen Früherziehung und begann mit sieben Cello zu spielen. Während seiner Schulzeit spielte er als Cellist in mehreren Jugendsymphonieorchestern mit vielen Auftritten und auch Konzertreisen.
Als 14-Jähriger begann er,  größtenteils autodidaktisch Gitarre zu lernen, wobei er  Jimi Hendrix als seine  größte Inspiration nennt. In den darauffolgenden Jahren schrieb er Songs,
die er in einem improvisierten Heimstudio aufnahm und mit denen er in wechselnden Bands als Sänger und Gitarrist auftrat. Von da an spielte er parallel in Rockbands und Symphonieorchestern und begann zudem sich noch Bass, Klavier und Schlagzeug
beizubringen. Nach dem Abitur Umzug nach Köln, wo er neben anderen Bandprojekten mit Franz Kasper die Band „be tells“ gründete und 1999 die erste Single „When I see you it is love“ veröffentlichte. Nach der Auflösung der „be tells“ nahm er 2001
im Alleingang das Soloalbum „Come Shine“ auf, spielte Konzerte mit der neu gegründeten „Sebastian Ruin Experience“ und war außerdem als Live und Studiomusiker (Cello und Gitarre) mehrere Jahre für Franz Kasper tätig.
Seit 2007 ist Sebastian Ruin mit deutschsprachigen Funk-Songs und neuer Band auf der Bühne und mit diesem Projekt seit 2008 bei 9amusic unter Vertrag, wobei er von 2008 bis 2009 auch noch als Cellist und Gitarrist in der Ina Deter Band aktiv war.
2009 widmet er sich ganz seinem Soloprojekt und es erschien schließlich die erste Single des deutschsprachigen Sebastian Ruin Projekts „Der Clou“. 2010 folgte die zweite Single „Schöpfer, Penner, Held“ und schließlich das selbstbetitelte Album, das mit großer Funkband eingespielt ist (u. a. mit Micki Meuser am Bass, der seinerzeit beispielsweise die Ärzte und Ina Deter produzierte).

## Diskografie
- 1999 – When I see you it is love (Single/be tells)
- 2001 – Come Shine
- 2001 – the free wheeling Franz Kasper (Franz Kasper)
- 2002 – the new rockin' chair (Franz Kasper)
- 2004 – Don't forget to say no, baby (Franz Kasper)
- 2009 – Der Clou (Single, 9a music)
- 2010 – Schöpfer, Penner, Held (Single, 9a music)
- 2010 – Sebastian Ruin (9a music)
- 2015 – Alles, was du hast (EP, 9a music)
- 2020 – Alle alle alle (Single, Steeplejack Music)
- 2021 – Deine Farben (Single, Steeplejack music)
- 2021 – Dreh sie auf die Musik (Single, Steeplejack music)